# Richard Medina
Richard Medina (12 febbraio 1968) è un ex cestista venezuelano.

## Carriera
Con il Venezuela ha disputato due edizioni dei Campionati americani (1993, 1997).